# Scottie Scheffler
Scottie Scheffler (Dallas, 21 de junho de 1996) é um golfista americano que compete atualmente no PGA Tour. É atualmente o número 1 do ranking mundial. Venceu quatro majors: o Masters de Golfe, em 2022 e em 2024, o PGA Championship, em 2025, e o Aberto Britânico de Golfe, em 2025. Nas Olimpíadas de Paris de 2024 ganhou a medalha de ouro no torneio individual.

## Carreira profissional
Após vencer o The PLAYERS e o Masters de Golfe em 2024, ele se tornou o quinto golfista na história a ganhar os dois torneios na mesma temporada. Com tal feito, também se tornou o terceiro golfista na história (junto com Tiger Woods e Jack Nicklaus) a ter múltiplas vitórias em ambos os torneios.
Como jogador número um no ranking mundial, Scheffler se qualificou como um dos quatro golfistas do sexo masculino (junto com Xander Schauffele, Wyndham Clark e Collin Morikawa) para representar os Estados Unidos nas Olimpíadas de Paris de 2024 no golfe. Em 4 de agosto de 2024, ele igualou o recorde do campo Le Golf National com uma pontuação total de 62 na rodada final para terminar com uma pontuação de 19 abaixo do par, vencendo por uma tacada o britânico Tommy Fleetwood, e ganhando a medalha de ouro. Com a medalha de ouro nas Olimpíadas de Paris, ele se tornou o primeiro jogador de golfe a ser classificado como número um do mundo, na época dos jogos, a ganhar a medalha de ouro olímpica.
Em 2025, no PGA Championship, realizado no Quail Hollow Club, Scheffler fez uma tacada de 11 abaixo do par, resultando em 273, para conquistar seu terceiro título de um torneio major. Ele venceu com cinco tacadas de vantagem sobre os vice-campeões Bryson DeChambeau, Harris English e Davis Riley. Essa foi a maior margem de vitória no PGA Championship desde que Rory McIlroy venceu por oito no PGA Championship de 2012.
Ainda em 2025 venceu o 153º Aberto Britânico de Golfe, na Irlanda do Norte, com uma pontuação de 267.

### Majors
| Torneio               | Vitórias | T2 | T3 | Top-5 | Top-10 | Top-25 | Eventos | Cuts |
| --------------------- | -------- | -- | -- | ----- | ------ | ------ | ------- | ---- |
| Masters Tournament    | 2        | 0  | 0  | 1     | 1      | 3      | 4       | 3    |
| PGA Championship      | 1        | 0  | 0  | 1     | 2      | 2      | 2       | 2    |
| U.S. Open             | 0        | 0  | 0  | 0     | 1      | 1      | 4       | 2    |
| The Open Championship | 1        | 0  | 0  | 0     | 1      | 1      | 1       | 1    |
| Total                 | 4        | 0  | 0  | 2     | 5      | 7      | 11      | 8    |

- Maior número de cuts consecutivos – 7 (2020 PGA – 2022 Masters, presente)
- Maior número de top-10s seguidos – 4 (2021 PGA – 2022 Masters, presente)

### Vitórias noPGA Tour(17)[15]
| Legenda                              |
| Majors (4)                           |
| World Golf Championships (1)         |
| Evento dos playoffs da FedEx Cup (1) |
| The Players Championships (2)        |
| Outros e Signature events (9)        |

| No. | Data          | Torneio                          | Pontuação vencedora | Para o par | Margem de vitória | Vice-campeão(ões)                               |
| --- | ------------- | -------------------------------- | ------------------- | ---------- | ----------------- | ----------------------------------------------- |
| 1   | 13 Fev 2022   | WM Phoenix Open                  | 68-71-62-67=268     | -16        | Playoff           | Patrick Cantlay                                 |
| 2   | 6 Mar 2022    | Arnold Palmer Invitational       | 70-73-68-72=283     | −5         | 1 tacada          | Tyrrell Hatton, Viktor Hovland e Billy Horschel |
| 3   | 27 Mar 2022   | WGC-Dell Technologies Match Play | 4&3                 | −          | −                 | Kevin Kisner                                    |
| 4   | 10 Abr 2022   | Masters                          | 69-67-71-71=278     | -10        | 3 tacadas         | Rory McIlroy                                    |
| 5   | 12 Fev 2023   | WM Phoenix Open (2)              | 68-64-68-65=265     | -19        | 2 tacadas         | Nick Taylor                                     |
| 6   | 12 Mar 2023   | The Players Championship         | 68-69-65-69=271     | -17        | 5 tacadas         | Tyrrell Hatton                                  |
| 7   | 10 Mar 2024   | Arnold Palmer Invitational (2)   | 70-67-70-66=273     | -15        | 5 tacadas         | Wyndham Clark                                   |
| 8   | 17 Mar 2024   | The Players Championship         | 67-69-68-64=268     | -20        | 1 tacada          | Wyndham Clark, Brian Harman e Xander Schauffele |
| 9   | 14 Abr 2024   | Masters (2)                      | 66-72-71-68=277     | -11        | 4 tacadas         | Ludvig Åberg                                    |
| 10  | 22 Abr 2024   | RBC Heritage                     | 69-63-65-68=265     | -19        | 3 tacadas         | Sahith Theegala                                 |
| 11  | 9 Jun 2024    | Memorial Tournament              | 67-68-71-74=280     | -8         | 1 tacada          | Collin Morikawa                                 |
| 12  | 23 Jun 2024   | Travelers Championship           | 65-64-64-65=258     | -22        | Playoff           | Tom Kim                                         |
| 13  | 1 Set 2024    | Tour Championship*               | 65-66-66-67=264     | -30        | 4 tacadas         | Collin Morikawa                                 |
| 14  | 4 Maio 2025   | CJ Cup Byron Nelson              | 61-63-66-63=253     | -31        | 8 tacadas         | Erik van Rooyen                                 |
| 15  | 18 Maio 2025  | PGA Championship                 | 69-68-65-71=273     | -11        | 5 tacadas         | Bryson DeChambeau, Harris English e Davis Riley |
| 16  | 1 Jun 2025    | Memorial Tournament (2)          | 70-70-68-70=278     | -10        | 4 tacadas         | Ben Griffin                                     |
| 17  | 20 Julho 2025 | British Open                     | 68-64-67-68=267     | -17        | 4 tacadas         | Harris English                                  |

*: Começou o torneio com um ajuste de -10 para os playoffs da FedEx Cup, mas marcou -20 para o par.

## Vida pessoal
Scheffler conheceu sua esposa, Meredith Scudder, no ensino médio. Eles se casaram em 2020. Em 8 de maio de 2024, nasceu seu primeiro filho, Bennett Ezra Scheffler.
Scheffler é católico.

Em agosto de 2023, Scheffler tornou-se investidor do Texas Ranchers, uma equipe de pickleball.